# قائمة رافعي العلم اللبناني في الألعاب الأولمبية
قائمة رافعي العلم اللبناني في الألعاب الأولمبية،(بالإنجليزية: List of flag bearers for lebanon at the Olympics) هي قائمة لمجموعة من الرياضيين أو الشخصيات الرياضية الذين رفعوا العلم اللبناني في الألعاب الأولمبية، الذين مثلوا لبنان في الألعاب الأولمبية، سواء أولئك الذين فازوا بميداليات في منصة التتويج، أو حاملو العلم الوطني لبلدهم لبنان في حفل افتتاح الألعاب الأولمبية.
تقوم اللجنة الأولمبية اللبنانية بالإشراف في شؤون مشاركات لبنان في الألعاب الأولمبية، أول مشاركة للبنان في الألعاب الأولمبية كانت في دورة 1948 في لندن عاصمة بريطانيا العظمى حيث شاركت ب8 رياضيين، وتمكنت لبنان حتى الآن من الفوز ب4 ميداليات منها 2 فضية و2 برونزية، أكثر الرياضات التي تنافس فيها لبنان هي المصارعة (خصوصاً المصارعة اليونانية الرومانية) و رفع الأثقال والملاكمة.

## قائمة رافعي العلم اللبناني في الألعاب الأولمبية

### قائمة رافعي العلم اللبناني في حفل الافتتاح
يتم رفع علم الدولة المشاركة في حفل الافتتاح في موكب تتقدّمه شخصية رياضية أو أولمبية للبلد المشارك في حفلَ الافتتاح الرسمي لكل دورة أولمبية، الذي يضمن الخطابات الترحيبية، ورفع الأعلام ومواكب الرياضيين، إلى جانب عرض فني يهدف إلى إبراز ثقافة وتاريخ البلد المضيف. ينقل حفل الافتتاح مباشرة على أثير القنوات الدولية، بينهم شخصيات عالمية رياضية وثقافية وفنية وأممية وحركات السلام ورؤساء الدول والحكومات، حفلات الافتتاح يشاهدها مئات ملايين الناس عبر أثير القنوات التلفزيونية بشكل مباشر أو من خلال ملخصات وتقارير إعلامية (ربورطاجات).
| #  | سنة الحدث | الفصل   | رافع العلم    | الرياضة                                           |
| -- | --------- | ------- | ------------- | ------------------------------------------------- |
| 13 | 2016      | صيفية   | ناصيف إلياس   | الجودو                                            |
| 12 | 2014      | الشتوية | ألكسندر محبط  | التزلج على المنحدرات الثلجية                      |
| 11 | 2012      | الصيفية | أندريا باولي  | تايكوندو                                          |
| 10 | 2010      | الشتوية | شيرين نجيم    | التزلج على المنحدرات الثلجية                      |
| 9  | 2008      | الصيفية | زياد ريشا     | منافسات الرماية في الألعاب الأولمبية الصيفية 2008 |
| 8  | 2006      | الشتوية | إدموند كيروز  | التزلج على المنحدرات الثلجية_(مدرب)               |
| 7  | 2004      | الصيفية | جون كلود رباط | ألعاب قوى                                         |
| 6  | 2002      | الشتوية | شيرين نجيم    | التزلج على المنحدرات الثلجية                      |
| 5  | 2000      | الصيفية | جون كلود رباط | ألعاب قوى                                         |
| 4  | 1996      | الصيفية | محمد الأيوان  | رفع الأثقال                                       |
| 3  | 1988      | الشتوية | ميشيل سمين    | التزلج على المنحدرات الثلجية_(مدرب)               |
| 2  | 1984      | الصيفية | طوني خوري     | (مدرب)                                            |
| 1  | 1980      | الشتوية | إدوارد سامين  | التزلج على المنحدرات الثلجية                      |

### قائمة رافعي العلم اللبناني في منصة الميداليات
| الميدالية | الاسم        | الألعاب       | الرياضة                                          | الحدث الرياضي                                                       |
| --------- | ------------ | ------------- | ------------------------------------------------ | ------------------------------------------------------------------- |
| فضية      | زكريا شهاب   | 1952 هيلسينكي | رياضة المصارعة في الألعاب الأولمبية الصيفية 1952 | المصارعة الرونانية/اليونانية وزن الديك                              |
| برونزية   | خليل طه      | 1952 هيلسينكي | رياضة المصارعة في الألعاب الأولمبية الصيفية 1952 | المصارعة اليونانية/الرومانية وزن الويلتر                            |
| فضية      | محمد طرابلسي | 1972 ميونخ    | رفع أثقال في الألعاب الأولمبية الصيفية 1972 ‏     | رفع أثقال في الألعاب الأولمبية الصيفية 1972 – رجال 75 كجم ‏          |
| برونزية   | حسن بشارة    | 1980 موسكو    | المصارعة في الألعاب الأولمبية الصيفية 1980 ‏      | المصارعة في الألعاب الأولمبية الصيفية 1980 – رجال رومانية +100 كجم ‏ |

## طالع
- علم لبنان
- الألعاب الأولمبية
- لبنان في الألعاب الأولمبية الصيفية 1980
- رياضة المصارعة في الألعاب الأولمبية الصيفية 1952